# 역사는 흐른다
《역사는 흐른다》는 1989년 9월 3일부터 1990년 9월 9일까지 KBS 1TV에서 방영된 KBS 대하드라마이다. 첫 방영 전인 1989년 8월 27일 전야제를 방영하였다.
매주 일요일에 방영하였다. 1989년 9월에서 1990년 3월 방영분을 시즌 1부, 1990년 3월에서 1990년 9월 방영분을 시즌 2부로 나누어 편성했으며, 일제강점기를 배경으로 하고 있다.
이 작품은 당시 신인급이던 박진성, 하희라 등을 대거 기용했으나 KBS 사태로 한동안 방송이 중단된 적이 있다.

## 제작진
- 원작: 한무숙
- 극본: 박병우
- 연출: 이종수

## 출연진
- 장미희 : 박금련 역
- 유인촌 : 이규직 역
- 선우용여 : 박금련 모 역
- 서우림 : 이규직 모 역
- 태현실 : 송부인 역
- 김을동 : 송부인 하인 역
- 김병기 : 고묵 역
- 태민영 : 조용구 역
- 김수연 : 조용구 처 역
- 김영철 : 하야시 다케오,하야시 겐조 역(1인 2역)
- 이덕희 : 조완구 역
- 김갑수 : 장석하 역
  - 김태진 : 어린 장석하 역
- 장항선 : 장석하 부 역
- 이혜영 : 조인구 역(시즌 1부 이후 하차)
- 장기용 : 마쓰다 역
- 곽정희 : 의성마을 주모 역
- 박영목
- 황민
- 오기환
- 백윤식
- 이경영
- 임병기 : 세르게이(임수익) 역
- 하희라 : 갑혜 역(2부부터 합류)
- 박진성 : 남혁 역(2부부터 합류)
- 지경원 : 유미 역(2부부터 합류)
- 정형기 : 성재성 역(2부부터 합류)
- 정영숙 : 미령 역 (2부부터 합류)
- 민규
- 양형호
- 서영진 : 순사 역
- 심훈보
- 권오현
- 박건식 : 무라이 역
- 유종근 : 이와사끼 역
- 강만희 : 이시이 역
- 허진 : 베로니카 역

## 방송시간
- 1989.09.03 ~ 1990.09.09 : 매주 일요일 밤 9시 20분에서 밤 10시 30분

## 참고 사항
- 유인촌(이규직 역)은 김영철(하야시 겐조 역)이 궁예 역으로 나온[3] 작품이자 조연출 중의 한 명인 김종선 PD가 연출을 맡았던 KBS 1TV 태조 왕건에서 왕건 역 물망[4]에 한때 거론됐다.

## 기타
- 출연진 중의 한 명이었던 선우용녀는 1982년 미국으로 떠난 뒤 잇따른 사업 실패를 겪은 후[5] 해당 드라마로 안방극장 복귀를 했다.
- 이혜영(조인구 역)은 영화출연 스케줄 등이 겹쳐 녹화스케줄에 펑크를 자주 내자 1990년 2월 25일 방송을 끝으로 빠졌다[6].
- 가수 김수철이 역사는 흐른다 음악의 작곡과 편곡을 맡았다.

## 참고 문헌
- 한겨레신문 1989년 8월 27일자 12면, 한겨레신문 1989년 9월 3일자 12면